# Галицкая, Ирина Александровна
Ири́на Алекса́ндровна Га́лицкая (род. 6 апреля 1932 года, Москва, СССР) — советский и российский религиовед и педагог. Кандидат философских наук, ведущий научный сотрудник (руководитель религиоведческой научной группы) лаборатории гражданского и патриотического воспитания Государственного НИИ семьи и воспитания РАО. Член общественного Консультативного совета «Образование как механизм формирования духовно-нравственной культуры общества» при Департаменте образования города Москвы. Одна из авторов словарей «Краткий научно-атеистический словарь» и «Религии народов современной России».

## Биография
В 1956 году окончила философский факультет МГУ имени М. В. Ломоносова.
В 1970 году в Академии общественных наук при ЦК КПСС под научным руководством кандидата философских наук Э. Г. Филимонова защитила диссертацию на соискание учёной степени кандидата философских наук по теме «Особенности проявления и причины сохранения религиозных пережитков среди молодёжи».
Работала старшим научным сотрудником НИИ общих проблем воспитания АПН СССР.
Ведущий научный сотрудник (руководитель религиоведческой научной группы) лаборатории гражданского и патриотического воспитания Государственного НИИ семьи и воспитания РАО.
Член общественного Консультативного совета «Образование как механизм формирования духовно-нравственной культуры общества» при Департаменте образования города Москвы.

## Научная деятельность
Кандидат исторических наук, старший преподаватель кафедры «История и философия» Тамбовского государственного технического университета А. В. Баланцев отмечает, что «В 1970-х годах вышли в свет научные исследования, посвящённые истории атеистического воспитания. И. А. Галицкая на основе анализа статистических данных и опросов, в частности, пыталась выяснить насколько молодёжь по прошествии 50 лет пропаганды атеизма действительно нерелигиозна. Причём происходило сравнение современного положения с более ранними периодами».

## Научные труды

### Монографии
- Галицкая И. А. Молодёжь, религия, атеизм / Ред. М. П. Мчедлова; АН СССР. — М.: Наука, 1978. — 112 с.
- Беляев В. И., Галицкая И. А., Метлик И. В., Мухин М. И. Концептуальные основы педагогики национальной школы: Монография / Под ред. М. И. Мухина. — Элиста: Джангар, 2000. — 136 с.
- Галицкая И. А., Метлик И. В. Глава 9. Изучение религиозной культуры в светской школе // Толерантность / Общ. ред. М. П. Мчедлова. — М.: Республика, 2004. — С. 236-261. — 416 с. ISBN 5-250-01874-2
- Галицкая И. А., Метлик И. В. Реализация права ребенка на свободу вероисповедания в учебно-воспитательном процессе: Пособие для работников образования. — М.: ГосНИИ семьи и воспитания РАО, 2005.
- Галицкая И. А., Метлик И. В. Знания о религии в образовательных стандартах по истории и воспитательный потенциал исторического образования в школе. — М.: ФГУ ГосНИИ семьи и воспитания РАО, 2007. — 96 с.
- Метлик И. В., Галицкая И. А., Ситников А. В. Духовно-нравственное воспитание: вопросы теории, методологии и практики в российской школе. / Под ред. д.п.н. И. В. Метлика. — М.: ПРО-ПРЕСС, 2012. — 264 с.
- Метлик И. В., Потаповская О. М., Галицкая И. А. Взаимодействие социальных институтов в духовно-нравственном воспитании детей в российской школе: монография / Под ред. д-ра педагогических наук И. В. Метлика. — М: ФГБНУ ИИДСВ РАО, 2018. — 240 с.

### Экспертизы
- Галицкая И. А., Метлик И. В. Экспертное заключение о деятельности общественного объединения “Санкт-Петербургская Вузовская Ассоциация по Изучению Принципа (Философия Единения)” — СПбВАИ // Энциклопедия "Новые религиозные организации России деструктивного, оккультного и неоязыческого характера"
- Галицкая И. А., Метлик И. В. Экспертное заключение религиоведческой группы Института развития личности РАО по содержанию вероучения и практике деятельности религиозной организации “Свидетели Иеговы” // Энциклопедия "Новые религиозные организации России деструктивного, оккультного и неоязыческого характера" (сокращённая копия)

### Словари
Краткий научно-атеистический словарь
- Галицкая И. А. Ксенофан // Краткий научно-атеистический словарь / Академия наук СССР. Институт философии / гл. ред. И. П. Цамерян, Р. В. Петропавловский, Г. В. Платонов, М. М. Шейнман. — 2-е изд., пересмотр. и доп.. — М.: Наука, 1969. — 800 с. — 45 000 экз.
- Галицкая И. А. Суеверие // Краткий научно-атеистический словарь / Академия наук СССР. Институт философии / гл. ред. И. П. Цамерян, Р. В. Петропавловский, Г. В. Платонов, М. М. Шейнман. — 2-е изд., пересмотр. и доп.. — М.: Наука, 1969. — 800 с. — 45 000 экз.
- Галицкая И. А. Франс, Анатоль // Краткий научно-атеистический словарь / Академия наук СССР. Институт философии / гл. ред. И. П. Цамерян, Р. В. Петропавловский, Г. В. Платонов, М. М. Шейнман. — 2-е изд., пересмотр. и доп.. — М.: Наука, 1969. — 800 с. — 45 000 экз.

Религии народов современной России
- Галицкая И. А. Образование и религия // Религии народов современной России: Словарь / М. П. Мчедлов (отв. ред.), Аверьянов Ю. И., Басилов В. Н. и др. / 2-е изд., испр. и доп.. — М.: Республика, 2002. — С. 312 — 314. — 624 с. — 4000 экз. — ISBN 5-250-01818-1.

### Учебные издания
- Галицкая И. А., Метлик И. В. Религиоведение. Учебный курс. // Социально-педагогический колледж. Учебное пособие по подготовке социальных педагогов села. Книга 2. — М., 1995. — С. 388-412.
- Галицкая И. А., Метлик И. В. Новые религиозные культы и школа. Пособие для руководителей образования и учителей. (недоступная ссылка) / Отв. ред. М. А. Ушакова — М.: Сентябрь, 2001. — 159 с. (Библиотека журнала "Директор школы" : ДШ; Вып. 2, 2001 г.). ISBN 5-88753-041-3
- Галицкая И. А., Королькова Е. С., Метлик И. В. и др. Рабочая тетрадь к учебнику «Обществознание». Пособие для учащихся 9 кл. общеобразовательных учреждений. — М.: Просвещение, 2001. — 48 с.
- Галицкая И. А., Королькова Е. С., Метлик И. В. и др. Рабочая тетрадь к учебнику «Обществознание». Пособие для учащихся 8 кл. общеобразовательных учреждений. – М.: Просвещение, 2001. — 48 с.
- Галицкая И. А., Королькова Е. С., Метлик И. В. и др. Обществознание: Учебник для 8-9 классов общеобразовательных учреждений / Под ред. Никитина А. Ф. — М.: Просвещение, 2001. — 301 с.
- Галицкая И. А., Королькова Е. С., Метлик И. В. и др. Обществознание: Учебник для 10-11 классов общеобразовательных учреждений / Под ред. Никитина А. Ф. — М.: Просвещение, 2003. – 365 с.
- Обществознание: 10-11 кл.: Методические рекомендации: Пособие для учителя / И. А. Галицкая, Е. С. Королькова, И. В. Метлик, А. Ф. Никитин и др. — М.: Просвещение, 2004. — 190 с.
- Никитин А. Ф., Метлик И. В., Галицкая И. А. Обществознание. 10 : учебник для 10 класса общеобразовательных учреждений : базовый уровень / под ред. А. Ф. Никитина. — М.: Просвещение, 2008. — 271 с. : ил., табл. ISBN 978-5-09-019152-4
- Метлик И. В., Никитин А. Ф., Галицкая И. А. Обществознание. Поурочные разработки. 10 класс : базовый уровень: пособие для учителей общеобразовательных учреждений / под ред. И. В. Метлика. — М. : Просвещение, 2009. — 158, [2] с. : ил. ISBN 978-5-09-018427-4
- Галицкая И. А., Метлик И. В. Новые религиозные культы и школа: учебно-методическое пособие для руководителей образования, педагогов, слушателей системы повышения квалификации учителей. / Изд. 3-е, исправл. и доп. — М.: Этносфера, 2017. — 200 с.

### Статьи
- Галицкая И. А., Филимонов Э. Г., Елфимов В. Ф. Гл. 18 // Строительство коммунизма и преодоление религиозных пережитков / Ин-т философии Акад. наук СССР. Ин-т науч. атеизма Акад. обществ. наук при ЦК КПСС; Ред. коллегия: И. П. Цамерян (отв. ред.) и др.. — М.: Наука, 1966. — 254 с.
- Галицкая И. А. К вопросу об изучении религиозности молодёжи // Вопросы научного атеизма. Вып. 7 / Редкол. А. Ф. Окулов (отв. ред.); Акад. обществ. наук ЦК КПСС. Ин-т научного атеизма. — М.: Мысль, 1969. — С. 389—405. — 471 с. — 17 000 экз.
- Галицкая И. А. Изучение каналов воспроизводства религиозности в новых поколениях — одно из требований системы атеистического воспитания // Вопросы научного атеизма. Вып. 9. Система атеистического воспитания / Редкол. сб. А. Ф. Окулов (отв. ред.) и др.; Акад. обществ. наук при ЦК КПСС. Ин-т научного атеизма. — М.: Мысль, 1970. — С. 55—79. — 406 с. — 17 500 экз.
- Галицкая И. А. Атеистическое воспитание учащихся национальной школы // Вопросы научного атеизма. Вып. 13 / Редкол. А. Ф. Окулов (отв. ред.) и др.; Акад. обществ. наук при ЦК КПСС. Ин-т научного атеизма. — М.: Мысль, 1972. — С. 413—416. — 455 с. — 16 000 экз.
- Галицкая И. А. Формирование научно-материалистического мировоззрения школьников: проблем и направления исследований // Вопросы научного атеизма: Вып. 34 / Акад. обществ. наук при ЦК КПСС. Ин-т науч. атеизма; Редкол.: В. И. Гараджа (отв. ред.) и др.. — М.: Мысль, 1986. — С. 194—202. — 301 с. — 20 425 экз.
- Галицкая И. А., Метлик И. В., Соловьёв А. Ю. Религия в обучении и воспитании школьников. Московский регион // Научные труды Государственного научно-исследовательского института семьи и воспитания Минтруда и РАО. — М.: Изд-во ГНИИСВ Минтруда и РАО, 1999. — С. 113-121.
- Галицкая И. А., Метлик И. В., Соловьёв А. Ю. О предупреждении внедрения нетрадиционных религиозных объединений и культов деструктивной направленности в учебные заведения. Методические рекомендации для директоров школ и работников органов управления образованием // Научно-методический журнал «Директор школы». — 2000. — №4 (51). — С. 97-127.
- Галицкая И. А., Метлик И. В. Изучение религии в светской школе и проблема воспитания веротерпимости // Образование. — 2003. — №6. — С. 23-42.
- Галицкая И. А., Метлик И. В. Религиозная культура в светской школе // «Религия в самосознании народа». — М: ИС РАН, 2008. (копия)
- Галицкая И. А. Понятие «духовно-нравственное воспитание» в современной педагогической теории и практике// Педагогика. — 2009. — № 10. — С. 36-46
- Метлик И. В., Галицкая И. А. К проблеме институционализации духовно-нравственного воспитания в современной российской школе // Социальный институт воспитания в современной России: модернизация, динамика и стратегия развития: Сборник материалов Международной научно-практической конференции 7 – 9 декабря 2011 г. — М.: Институт семьи и воспитания РАО, 2012. — С. 106-112. — 240 с. — Т. 1. ISBN 978-5-91995-024-2
- Метлик И. В., Галицкая И. А. Российские традиционные ценности в воспитании учащихся российской школы. / Воспитание и социализация: развитие социальной активности детей и молодежи: Сборник научных статей / Под ред. Вагнер И. В. — М.: ФГБНУ «Институт изучения детства, семьи и воспитания РАО», 2018. — 242 с. — С. 42-80.

### Научная редакция
- Научно-атеистическое воспитание учащихся : [Сб. ст.] / АПН СССР, НИИ общ. пробл. воспитания; [Редкол.: И. А. Галицкая (отв. ред.) и др.]. — М. : НИИОП, 1986. — 132,[1] с.